# Sa Roqueta (Alps Marítims)
Sa Roqueta (en francès La Roquette-sur-Var) és un municipi francès situat al departament dels Alps Marítims i a la regió de Provença – Alps – Costa Blava.

## Demografia
| 1962                                       | 1968 | 1975 | 1982 | 1990 | 1999 | 2006 |
| ------------------------------------------ | ---- | ---- | ---- | ---- | ---- | ---- |
| 538                                        | 537  | 506  | 565  | 660  | 820  | 915  |
| Des de 1962: població sense dobles comptes |      |      |      |      |      |      |

## Administració
| Període   | Identitat          | Partit |
| --------- | ------------------ | ------ |
| 1989-1992 | Paul Raybaut       |        |
| 1992-1998 | Paule Becquaert    |        |
| 1998-2006 | Jean-Jacques Isaia |        |
| 2006-     | Michel Raybaut     |        |

## Agermanaments
- Monastero Bormida